# Pseudupeneus prayensis
Pseudupeneus prayensis es una especie de peces de la familia Mullidae en el orden de los Perciformes.

## Morfología
• Los machos pueden llegar alcanzar los 55 cm de longitud total.

## Distribución geográfica
Se encuentra desde Agadir (Marruecos) hasta Angola. Se tiene constancia de la captura de un ejemplar en Palamós.

## Hábitat
Es un pez de mar.